# Lucius Sextius Lateranus
Pour les articles homonymes, voir Lateranus, Sextius et Sextii.
Lucius Sextius Lateranus est un homme politique de la République romaine.
Entre 376 et 367 av. J.-C. il est constamment réélu tribun de la plèbe avec Caius Licinius Stolon. Avec son collègue, il propose plusieurs lois pour améliorer la situation des plébéiens :
- sur le problème des dettes, déduction du capital des intérêts déjà payés et étalement du remboursement de dettes sur trois ans, et suppression du nexum (du latin enchaîner, droit pour l'usurier de charger de chaînes son débiteur insolvable et de le vendre comme esclave) ;
- contre l'accaparement par les patriciens des terres récemment annexées autour de Rome, interdiction d’occuper plus de 500 jugères sur l’ager publicus ;
- rétablissement du consulat, avec obligatoirement un élu plébéien parmi les deux consuls.

## Blocage politique
Les patriciens font barrage à la soumission au vote populaire de ces projets par l’intermédiaire du veto des autres tribuns de la plèbe qui leur étaient favorables. Sextius et Licinius usent à leur tour de leur veto pour bloquer toute élection autre que celles des tribuns de la plèbe.
En 370 av. J.-C., une guerre extérieure fait évoluer la situation, en obligeant plusieurs années de suite l’élection de six tribuns militaires à pouvoir consulaire pour conduire les opérations militaires. Constamment réélus, les tribuns de la plèbe Licinius et Sextius finissent en 368 av. J.-C. par passer outre au veto de leurs collègues et réunissent les comices tributes pour faire voter leur projet de loi. Les patriciens réagissent à ce coup de force en nommant dictateur Camille, farouchement opposé à la réforme, puis après sa démission pour d’obscures raisons, c'est un nouveau dictateur, Publius Manlius Capitolinus, qui prend diplomatiquement comme maître de cavalerie Licinius Stolon lui-même. Ce dernier devient le premier maître de cavalerie plébéien. Caius Licinius Stolon et Sextius Lateranus doivent attendre un dixième mandat de tribun de la plèbe pour soumettre de nouveau leur projet.

## Vote deslois licinio-sextiennes
Habilement, Licinius Stolon soumet ses trois projets à un seul vote, pour faire admettre l’élection de consul plébéien en l’amalgamant à ses deux autres propositions sur les dettes et la loi agraire, qui avaient la faveur des votants. Les lois licinio-sextiennes sont ainsi votées en 367 av. J.-C., malgré l'opposition de Camille, de nouveau dictateur.

## Premiers consuls plébéiens
La conséquence immédiate est l'élection de Lucius Sextius Lateranus en 366 av. J.-C. comme premier consul plébéien.